# Sant'Anastasio (Volterra)
Sant'Anastasio è una località del comune di Volterra, in provincia di Pisa, Toscana.
Il borgo sorge su una collina a 412 m s.l.m. e lo si raggiunge percorrendo la strada regionale 68 di Val Cecina da Volterra.

## Storia
Come altre località del volterrano anche il borgo di Sant'Anastasio si sviluppò nel tempo attorno a un antico castello, uno dei trentatré già ricordati negli statuti volterrani del 1401, ma le cui origini si fanno risalire al X secolo.
Già nella prima metà del Trecento doveva esistervi un Ospitale o Spedale, “loco atto a ospitare i pellegrini e i poveri dello uno e dello altro sesso, tanto sani che malati”, come se ne ha notizia scritta ufficiale in data 24 giugno 1348, in un testamento di Giovanni da Montescuro ed in un altro di Tommaso di fu Giovanni di Sancto Nastasio del 21 ottobre 1359. Dalla rilevazione catastale del 1429 risultano abitanti nel borgo 28 persone, pari a “3 fochi”.
La distruzione del castello, operata dai fiorentini provenienti dai dintorni di Colle di Val d'Elsa, nei principali testi è datata 1472, l'anno della guerra voluta da Lorenzo de' Medici per il possesso delle miniere d'allume non potendo ottenerle per via diplomatica.

A partire dal XVIII secolo il borgo si trovava situato al centro di un vasto latifondo costituitosi per successioni ereditarie e confluito alla nobile famiglia volterrana dei Guarnacci, di cui monsignor Mario Guarnacci rimane il più illustre esponente, che sulle rovine dell'antico castello costruirono una grande villa signorile di campagna. Alla fine del XIX secolo la vasta proprietà comprendente il borgo di Sant'Anastasio e la villa dei Guarnacci passò di mano diverse volte fino ad essere acquistata nel 1919 dall'ex-industriale svizzero Alfredo Zopfi che la convertì nella Tenuta agricola Sant'Anastasio successivamente smembrata a seguito di alterne vicende.
Attualmente il borgo Sant'Anastasio fa parte di una struttura residenziale composta da sette edifici ristrutturati nel rispetto dei valori ambientali, un parco, uliveti e un vigneto all'interno di una proprietà privata recintata di otto ettari.